# Radočaji
 Radočaji  falu Horvátországban, Károlyváros megyében. Közigazgatásilag  Generalski Stolhoz tartozik.

## Fekvése
Károlyvárostól 19 km-re délnyugatra, községközpontjától 6 km-re északnyugatra, a Dobra bal partján fekszik.

## Története
A településnek 1857-ben 205, 1910-ben 165 lakosa volt. Trianon előtt Modrus-Fiume vármegye Ogulini járásához tartozott. 2011-ben 72 lakosa volt.

## Lakosság
| Lakosság változása | Lakosság változása | Lakosság változása | Lakosság változása | Lakosság változása | Lakosság változása | Lakosság változása | Lakosság változása | Lakosság változása | Lakosság változása | Lakosság változása | Lakosság változása | Lakosság változása | Lakosság változása | Lakosság változása | Lakosság változása |
| ------------------ | ------------------ | ------------------ | ------------------ | ------------------ | ------------------ | ------------------ | ------------------ | ------------------ | ------------------ | ------------------ | ------------------ | ------------------ | ------------------ | ------------------ | ------------------ |
| 1857               | 1869               | 1880               | 1890               | 1900               | 1910               | 1921               | 1931               | 1948               | 1953               | 1961               | 1971               | 1981               | 1991               | 2001               | 2011               |
| 205                | 221                | 194                | 170                | 173                | 165                | 161                | 202                | 207                | 201                | 181                | 148                | 132                | 144                | 98                 | 72                 |